# Mario Maskareli
Mario Maskareli (en cyrillique : Марио Маскарели), né le 20 octobre 1918 à Cetinje et mort le 26 août 1996 à Risan) est un peintre et un graveur yougoslave, monténégrin et serbe.

## Biographie
Né à Cetinje, dans l'actuel Monténégro, Mario Maskareli a suivi les cours de l'Académie des beaux-arts de Belgrade en 1951, avec le professeur Nedeljko Gvozdenović (1902-1988). En 1951, il a également suivi le cours de dessin du professeur Boško Karanović. Il a enseigné à l'École d'art appliqué d'Herceg-Novi et a effectué des voyages d'étude en Grèce, en Italie, en France, en Belgique et aux Pays-Bas.
Mario Maskareli a été membre de plusieurs groupes : les Samostalni (les « Indépendants »), le Groupe de Belgrade et Lada.
Au cours de sa carrière artistique, il a remporté de nombreux prix dont le prix de peinture du 5e salon d'octobre de Belgrade (1961), le Golden Pen de Belgrade pour ses illustrations d'ouvrages poétiques (1973) et le premier prix de peinture du 14e salon d'hiver de Herceg-Novi (1981).
On peut voir de ses œuvres notamment au Musée d'art contemporain de Belgrade, à la Galerie des beaux-arts - Donation et collection de Rajko Mamuzić de Novi Sad et au Musée national du Monténégro de Cetinje.